# Emory Speer
Emory Speer, född 3 september 1848 i Culloden i Georgia, död 13 december 1918 i Macon i Georgia, var en amerikansk politiker. Han var ledamot av USA:s representanthus 1879–1883.
Speer deltog i amerikanska inbördeskriget i sydstatsarmén. Han utexaminerades från University of Georgia, studerade sedan juridik och inledde 1869 sin karriär som advokat i Athens. År 1879 efterträdde han Hiram Parks Bell som kongressledamot och efterträddes 1883 av Allen D. Candler. President Chester A. Arthur utnämnde Speer 1885 till en federal domstol.
Speer avled 1918 och gravsattes på Riverside Cemetery i Macon.